# Decade of Aggression
Decade of Aggression er et dobbelt livealbum af Slayer, udgivet i 1991 gennem Def American Records (senere American Recordings). Albummet blev nr. 55 på Billboard Top 200.
Dette var Slayers sidste fulde udgivelse med Lombardo på trommer indtil Still Reigning dvd'en fra 2004.

## Spor

### Disk 1
Alle numre blev indspillet under koncert i Lakeland Coliseum, Lakeland, Florida, 13. juli 1991
1. "Hell Awaits" – 6:50
2. "The Antichrist" – 3:50
3. "War Ensemble" – 4:58
4. "South Of Heaven" – 4:25
5. "Raining Blood" – 2:32
6. "Altar Of Sacrifice" – 2:48
7. "Jesus Saves" – 4:12
8. "Dead Skin Mask" – 4:58
9. "Seasons In The Abyss" – 7:01
10. "Mandatory Suicide" – 4:00
11. "Angel of Death" – 5:20

### Disk 2
Spor 1, 2 og 7 er indspillet på Wembley Arena, London, Storbritannien, 14. oktober 1990. 
Resten er indspillet på Orange Pavilion, San Bernardino, Californien, 8. marts 1991
1. "Hallowed Point" – 3:36
2. "Blood Red" – 2:50
3. "Die By The Sword" – 3:35
4. "Black Magic" – 3:28
5. "Captor Of Sin" – 3:34
6. "Born Of Fire" – 3:03
7. "Postmortem" – 4:04
8. "Spirit In Black" – 4:07
9. "Expendable Youth" – 4:36
10. "Chemical Warfare" – 5:30

Metal box versionen (som kun blev udgivet i 10.000 eksemplarer) indeholdt sangene "Skeletons Of Society" og "At Dawn They Sleep", mellem "Born Of Fire" og "Postmortem".

## Musikere
- Tom Araya – Bas, Sang
- Jeff Hanneman – Lead guitar
- Kerry King – Lead guitar
- Dave Lombardo – Trommer
- Rick Rubin – Producer

## Hitlister

### Album
Billboard (USA)
| År   | Hitliste          | Placering |
| ---- | ----------------- | --------- |
| 1991 | The Billboard 200 | 55        |